# 미국노동연맹–산별조직회의
미국노동연맹–산별조직회의(American Federation of Labor and Congress of Industrial Organizations; AFL–CIO)은 미국의 노동조합 연맹체로 미국에서 가장 큰 노총이다. 56개 전국구 노조 및 국제노조가 가맹해 있으며 모두 합해 1천 2백만 명의 노동자 및 퇴직자를 대변한다.
AFL–CIO는 1955년 미국노동연맹(AFL)과 산별조직회의(CIO)가 합병하여 만들어졌다. 1979년이 절정기로 이때 조합원 수는 거의 2천만 명에 가까웠다. AFL–CIO에 가맹한 노조 중 최대 규모의 노조는 조합원 약 140만 명의 미국 주군시 공무원연맹(AFSCME)이다.